# Isolationstester
En isolationstester er et måleinstrument, som bruges til at måle den elektriske isolationsevne i elektriske installationer, elektromotorer mv. Instrumentet kan altså f.eks. måle om der er overgang i en installation til jord. 
Isolationsevnen måles i megaohm, men en isolationstester adskiller sig fra et alm. ohmmeter ved at have en meget højere målespænding. Hvor man i et alm. ohmmeter går efter en så lille målespænding som muligt går man i en isolationstester efter en noget højere værdi. Isolationstesteren kan finde fejl som et alm. ohmmeter ikke kan i kraft af sin højere målespænding. Isolationstestere fås fra 50 V testspænding til tele og kommunikationsudstyr over 250 V til f.eks. det amerikanske marked og 500 V til f.eks. det europæiske og op til 5 kV til industrielt brug, nogle endda med mulighed for flere testspændinger i samme apparat. Som tommelfingerregel skal målespændingen være dobbelt så stor som den alm. driftspænding på det, man vil måle. 
Målestrømmen er typisk begrænset til maximalt mellem én og et par mA og apparatet i sig selv er derfor relativt ufarligt og stød fra apparatet alene er derfor mere ubehagelige end egentlig farlige, dog bør folk med svagt hjerte vise lidt forsigtighed.
I daglig tale kaldes en isolationstester ofte for en megger da måleenheden er megaohm. Ordet Megger er dog et registreret varemærke tilhørende Megger Group Ltd. og må derfor ikke anvendes til markedsføring. Ordet er som mange andre varemærker gået hen og blevet synonym med et bestemt type produkt uanset fabrikanten.